# USS LST-646
O USS LST-646 foi um navio de guerra norte-americano da classe LST que operou durante a Segunda Guerra Mundial.